# Vivoin
Vivoin là một xã trong tỉnh Sarthe ở tây bắc nước Pháp. Xã này có diện tích 18,3 km2, dân số năm 2006 là 907 người.